# Sen o przyszłości (Album)
Sen o przyszłości [ˈsɛn ˈɔ pʐɨʂˈwɔɕt̠͡ɕi] (dt. Traum von der Zukunft) ist das zweite Studioalbum der polnischen Pop-Sängerin Sylwia Grzeszczak. Veröffentlicht wurde das Album am 11. Oktober 2011 von EMI Music Poland.

## Aufnahme und Produktion
Das Album wurde im September 2011 in Budapest (Ungarn) aufgenommen. Während der Aufnahmen in Budapest veröffentlichte Grzeszczak über YouTube zwei Videos von den Aufnahmen im Tonstudio. Produziert wurde das Album von Viktor Rakonczai, Sylwia Grzeszczak, Bartosz Zielony und Kuba Mańkowski.

## Singles
In einem Interview mit Interia.pl, hat Grzeszczak über die Titel im Album gesprochen.

„Jestem bardziej balladowa, ale na płycie będą też żywe kawałki. Mam już swój typ na trzeciego singla. Płyta nie będzie cała smutna, bo ja taka nie jestem.“

„Ich bin eher auf Balladen gezielt, aber auf dem Album wird es auch lebendige Titel geben. Ich habe bereits mein Lied für die dritte Single gewählt. Das Album wird nicht nur traurig sein, weil ich so eine nicht bin.“

## Kritische Rezeption
Michał Michalak von dem Internetportal Interia.pl hat dem Album 4 von 10 Sternen vergeben. Die Pop-Balladen, wie "Leć" oder "Bajka", die auf den Klängen des Klaviers basieren, erscheinen beinahe dadurch Grotesk. In diesen Titeln dramatisiert, heult, vibriert, erstickt und stöhnt sie.

„W swoich podniosłych balladach, opartych przede wszystkim na dźwiękach instrumentów klawiszowych, wokalistka przesadza z ekspresją, sprowadzając ją do groteski. W utworach takich jak "Leć" czy "Bajka" Sylwia dramatyzuje, wyje, wibruje, dusi się, stęka, [...]“

Unschlüssig erscheinen auch die Metaphern in dem Lied "Imię Trawy" wie: "Ty chcesz w wazony wstawiać mnie / A ja jestem polną trawą / Garścią zieleni, którą wiatr nazwał różą dla zabawy".

## Titelliste
| #   | Titel             | Text                                 | Musik           | Länge |
| --- | ----------------- | ------------------------------------ | --------------- | ----- |
| 1.  | Sen o przyszłości | Sylwia Grzeszczak, Marcin Piotrowski | Grzeszczak      | 3:19  |
| 2.  | Leć               | Grzeszczak, Piotrowski               | Grzeszczak      | 3:07  |
| 3.  | Karuzela          | Piotrowski                           | Bartosz Zielony | 3:17  |
| 4.  | Bajka             | Piotrowski                           | Grzeszczak      | 3:47  |
| 5.  | Tęcza             | Kuba Mańkowski                       | Grzeszczak      | 3:46  |
| 6.  | Nie dam się       | Grzeszczak                           | Grzeszczak      | 3:10  |
| 7.  | Imię Trawy        | Jacek Cygan                          | Grzeszczak      | 3:19  |
| 8.  | Małe rzeczy       | Piotrowski                           | Grzeszczak      | 3:17  |
| 9.  | Najprzytulniej    | Grzeszczak, Piotrowski               | Grzeszczak      | 3:25  |
| 10. | Gorszy dzień      | Mańkowski                            | Zielony         | 4:31  |
| 11. | За тобой          | Бьянка                               | Бьянка          | 3:26  |

## Rezeption
Das Album erreichte in derselben Woche der Veröffentlichung Platz 29 in den polnischen Albumcharts. Bereits vor der Veröffentlichung erhielt das Album die Goldene-Schallplatte zertifiziert in Polen.

### Charts und Chartplatzierungen
| ChartsChartplatzierungen | Höchstplatzierung | Wochen |
| ------------------------ | ----------------- | ------ |
| Polen (ZPAV)             | 1 (44 Wo.)        | 44     |

| ChartsJahrescharts (2011) | Platzierung |
| ------------------------- | ----------- |
| Polen (ZPAV)              | 36          |

### Auszeichnungen für Musikverkäufe
| Land/Region  | Auszeichnungen für Musikverkäufe (Land/Region, Auszeichnung, Verkäufe) | Verkäufe |
| ------------ | ---------------------------------------------------------------------- | -------- |
| Polen (ZPAV) | 3× Platin                                                              | 90.000   |
| Insgesamt    | 3× Platin ·                                                            | 90.000   |

### Auszeichnungen und Nominierungen
| Tabellarische Übersicht der Auszeichnungen und Nominierungen | Tabellarische Übersicht der Auszeichnungen und Nominierungen | Tabellarische Übersicht der Auszeichnungen und Nominierungen | Tabellarische Übersicht der Auszeichnungen und Nominierungen | Tabellarische Übersicht der Auszeichnungen und Nominierungen |
| Jahr                                                         | Auszeichnung                                                 | Für                                                          | Kategorie                                                    | Resultat                                                     |
| ------------------------------------------------------------ | ------------------------------------------------------------ | ------------------------------------------------------------ | ------------------------------------------------------------ | ------------------------------------------------------------ |
| 2012                                                         | VIVA Comet 2012                                              | Sen o przyszłości                                            | Płyta roku                                                   | Nominiert                                                    |